# Пономарёв, Александр Сергеевич (дирижёр)
Александр Сергеевич Пономарёв (13 ноября 1938, Калининская область — 16 мая 2012, Москва) — советский и российский дирижёр, основатель хора «Весна», директор Детской музыкальной хоровой школы «Весна», заслуженный артист РСФСР (1984), лауреат «Премии Москвы в области литературы и искусства» (1994), Лауреат Премии федеральной целевой программы «Одарённые дети» президентской программы «Дети России» (2002).

## Биография
Родился 13 ноября 1938 года в семье офицера. Проходя службу в армии в военном оркестре, принял решение посвятить себя музыке.
В 1966 году окончил музыкальное училище при Московской консерватории (класс Е. Н. Зверевой) и в 1971 году — Харьковский институт искусств (класс З. В. Яковлевой).
В 1965 году создал детский хор, выросший в Государственную детскую хоровую школу «Весна», которой руководил более 45 лет.
Умер 16 мая 2012 года. Похоронен на Востряковском кладбище рядом с родителями.

## Семья
Сын Михаил Пономарев.
Сын Георгий Пономарев.

## Память
- Министр культуры Российской Федерации Владимир Мединский обратился к Мэру Москвы Сергею Собянину с предложением о присвоении имени Александра Пономарёва Детской музыкальной хоровой школе «Весна»[4].
- В 2015 году на проезде Дежнёва в Москве открыт памятник Александру Пономарёву[5].